# Finanzdirektion des Kantons Bern
Die Finanzdirektion des Kantons Bern, kurz FIN (französisch Direction des finances du canton de Berne, FIN) ist eine der sieben Direktionen (vergleichbar mit den Landesministerien in den deutschen Bundesländern) der Zentralverwaltung des schweizerischen Kantons Bern. Ihr steht seit 1. Juni 2022 Regierungsrätin Astrid Bärtschi (Die Mitte) als Finanzdirektorin vor.

## Aufgaben
Innerhalb der kantonalen Verwaltung ist die Finanzdirektion das Kompetenzzentrum auf dem Gebiet des Finanzhaushalts, des Personalwesens, des Steuerwesens sowie der Informatik und Organisation.
Im Einzelnen hat die Finanzdirektion unter anderem folgende Aufgaben:
- Führung und Koordination des kantonalen Finanzhaushalts (der Haushalt des Kantons Bern belief sich im Jahr 2023 auf rund 12 Milliarden Franken[4])
- Erarbeitung der Jahresrechnung und Sicherstellung der Liquiditätsplanung und des Schuldenmanagements
- Erstellung des jährlichen Voranschlages sowie des Aufgaben- und Finanzplans zuhanden des Regierungsrates
- Vollzug des Finanzausgleichs zwischen Kanton und Gemeinden
- Veranlagung und Eintreibung der direkten Kantons-, Gemeinde- und Bundessteuern unter Einschluss der Kirchensteuern sowie der Erbschafts- und Schenkungssteuern
- Beschäftigung mit den strategischen und politischen Aspekten des gesamtkantonalen Personalmanagements und Unterstützung der kantonalen Verwaltung bei der Entwicklung und Förderung von Mitarbeitenden
- Sicherstellung der Grundversorgung im Bereich Informatik und Telekommunikation für die Kantonsverwaltung und Unterstützung derselben bei der Umsetzung der Digitalisierung
- Weiterentwicklung des gesamtstaatlichen Beteiligungsmanagements

## Struktur
Die Finanzdirektion gliedert sich in das Generalsekretariat und vier Ämter:
- Generalsekretariat der Finanzdirektion (GS FIN)
- Finanzverwaltung des Kantons Bern (FV)
- Steuerverwaltung des Kantons Bern (SV)
- Personalamt des Kantons Bern (PA)
- Amt für Informatik und Organisation des Kantons Bern (KAIO)

Per Ende Dezember 2023 beschäftigte die Finanzdirektion 1198 Mitarbeitende.